# Trung Sơn (Bắc Giang)
Trung Sơn is een xã in huyện Việt Yên, een district in de Vietnamese provincie Bắc Giang.
Trung Sơn ligt in het westen van het district.